# Dantes helvete
Inferno (italienska för helvetet) är den första delen av den italienska författaren Dantes bok Den gudomliga komedin.    

## Introduktion

### Sånger I-II

#### Sång I
Sången börjar på natten den 24 mars (eller 7 april) som är skärtorsdagen, strax före långfredagens gryning. Berättaren, Dante själv, som är trettiofem år gammal, är "halvvägs genom livets resa" (Nel mezzo del cammin di nostra vita). Detta är hälften av vad som anses vara ett normalt liv enligt Bibeln ( Psalm 90:10). Poeten finner sig själv vara ensam i en mörk skog, bortom den rätta vägen och utom all räddning. Dante stöter på rovdjur på vägen uppför ett berg, de spärrar hans väg. Rovdjuren, en leopard, ett lejon och en varghona som finns i Bibeln (Jeremia 5:6), är tänkta att symbolisera de tre olika typer av synder som leder den obotliga människan till helvetet. Den första typen av synd är brist på kontroll, den andra våld och den tredje är bedrägeri och förräderi. En hård natt går mot sitt slut där Dante pressats ner till en plats där solens strålar inte når. Dante möter Vergilius i gryningen, en poet som levde i Romarriket på kejsar Augustus tid och som skrev Aeneiden. Det är nu långfredagsmorgon och Vergilius räddar Dante ur dennes situation.

#### Sång II
På långfredagskvällen är Dante fortfarande i sällskap med Vergilius då Dante börjar tveka. Vergilius förklarar att han har blivit sänd att bistå Dante. Vergilius är sänd av Beatrice, symbolen för den gudomliga kärleken. Beatrice har i sin tur blivit påverkad att hjälpa Dante av jungfru Maria (medlidande) och Sankta Lucia (nåd). Rakel som symboliserar ett liv i begrundan finns också beskriven i den himmelska scen som Vergilius berättar om. Sedan Dante blivit lugnad fortsätter Dante och Vergilius tillsammans till underjorden.

## Helvetets förgård
Sång III
Dante går genom helvetets grindar. På porten finns en inskription där det står "ge upp allt hopp, du som härigenom passerar". Dante och Vergilius kan nu höra skriken från de människor som aldrig valde någon sida då de var i livet. De är de som bara greppade chanser de fick och bara tänkte på sig själva under sin livstid. Dante möter både kända personligheter, bland annat en påve samt flera andra personer som befinner sig i detta tillstånd. De har gemensamt att deras själar saknar klassifikation, de är de obeslutsamma. Det beskrivs i vilket svår situation de befinner sig och hur de lider olika kval, bland annat hur maskar äter på deras kroppar som töms på kroppsvätskor. Detta ska alltså symbolisera dessa människors synder i livet.
Efter att ha gått igenom förgården ser Dante och Vergilius den färja som ska ta dem över floden Acheron och på andra sidan där det egentliga helvetet tar vid. Den som styr färjan är Karon, underjordens odödlige färjkarl. Han vill inte att Dante stiger ombord eftersom han inte är död. Vergilius tvingar Karon att ta Dante ombord genom att säga något i stil med "det är det som är viljan" på latin. Vergilius menar med detta att Dante har en gudomlig resa och ett uppdrag att genomföra och detta ger dem rätten att resa över floden Acheron till skärselden, välsignade i glädjesång och i kontrast till de förtappade själar som också reser över vattnet. Litet är beskrivet om Dantes resa på vattnet, det framgår att han svimmar.

## Helvetets nio kretsar

Dantes nio kretsar

### Första kretsen - Limbo

#### Sång IV
Dante vaknar upp och märker att han korsat floden Acheron, och Vergilius leder honom till den allra första cirkeln av avgrunden, Limbo, där Vergilius själv har befunnit sig en tid. I den första kretsen återfinns de odöpta och dygdiga hedningar, vilka dock inte är syndfulla nog att leva i fördömelse, men som valde att aldrig acceptera Kristus. Dorothy L Sayers skrev ”Efter de som vägrat välja, kom de utan möjligheten att välja. De kunde ej göra det, som är, att välja Kristus; dom kunde, och gjorde så, att de valde mänsklig dygd, och för detta fick de i belöning.” Limbo delar många karaktärsdrag med Asphodel Meadows, eftersom de oskyldigt fördömda är straffade till av leva i en otillräcklig form av Himlen. Utan att döpas (”portalen av den tron du valt att omfamnat”) saknade de hoppet för någonting större än rationella hjärnor kan övertyga. När Dante frågar om någon någonsin lämnat Limbo, berättar Vergilius att han sett Jesus (” En Mäktig”) stiga ner i Limbo och ta Adam, Abel, Noa, Moses, Abraham, David och Rakel i sin allt förlåtande arm och transportera dem in till Himlen som de första mänskliga själarna att bli räddade. Händelsen, känd som Upprivandet av Helvetet, ska ha skett år 33 efter Kristus eller år 34.
Dante stöter på poeterna Homeros, Horatius, Ovidius och Lucanus som inkluderar honom i sin krets och gör honom till ”den sjätte i det stora sällskapet”. De når grunden till ett stort slott – boplatsen för de allra klokaste männen under antiken - omgiven av sju portar och en bäck. Efter att ha passerat igenom de sju portarna anländer gruppen till en grön äng, där Dante påträffar citadellets invånare. Det inkluderar figurer associerade med trojanerna och deras ättlingar (romarna): Elektra (modern till rojanerna grundare Dardanos), Hektor, Aeneas, Julius Caesar i hans roll som romersk general (”i sin rustning, falkögd”), Camilla, Penthesileia (Amasonernas rottning), kung Latinus och hans dotter, Lavinia, Lucius Junius Brutus (som störtade Tarquinius för att grunda den romerska Republiken), Lucretia, Julia, Marcia och Cornelia Africana. Dante ser även Saladin, en muslimsk militär ledare känd för sin kamp mot korsfararna, och får uppleva hans generösa, ridderliga och barmhärtiga sätt att vara på.
Dante möter därefter en grupp filosofer, som inkluderar Aristoteles med Sokrates och Platon vid sin sida, såväl som Demokritos, ”Diogenes” (antingen Diogenes Cynic eller Diogenes av Apollonia), Anaxagoras, Thales, Empedokles, Herakleitos, och ”Zeno” (antingen Zenon från Elea eller Zenon från Kition). Han ser forskaren Dioskorides; de mytiska grekiska poeterna Orpheus och Linus; och de romerska statsmännen Cicero och Seneca. Dante ser geometrikern Euklides och Ptolemaios, astronom och geograf, likaså fysikerna Hippokrates och Galenos. Han stöter även på Avicenna, persisk läkare och vetenskapsman, och Averroës, medeltida andalusier känd för sina kommentarer till Aristoteles verk. Dante och Vergilius lämnar de fyra andra poeterna och fortsätter sin resa.
Fastän Dante antyder att alla dygdiga icke-kristna befinner sig här, möter han senare två (Cato och Statius) i skärselden och två (Trajanus och Ripheus) i Himlen. I purg. XXII nämner Vergilius ytterligare ett flertal invånare av Limbo som inte nämndes i Infernot.

### Andra kretsen - lust

#### Sång V
Dante och Vergilius lämnar Limbo och stiger in i den andra cirkeln – den första cirkeln som har att göra med brist på kontroll – där straffen i helvetet börjar på riktigt. Den andra cirkeln beskrivs som ”ett ställe där ingenting skimrar”. De finner sin väg hindrad av ormen Minos, som dömer alla de fördömda för att aktivt och avsiktlig velat begå synd, till en av de lägre cirklarna. Minos dömer varje själ till dess plåga och utvisar numret på den av helvetets kretsar som ska uppsökas, genom att vira sin svans runt sin kropp lika många varv. Vergilius strider mot Minos, och han och Dante fortsätter vidare då de vunnit.
I den andra cirkeln av helvetet finns de som övervinns av lust. Dessa ”köttsliga brottslingar” är fördömda för att de tillät sin aptit att ändra sitt förstånd. Dessa själar knuffas fram och tillbaka av de hemska vindarna av en kraftig storm, utan att få vila. Detta symboliserar lustens kraft att blåsa onödigt och utan riktning: ”som de älskande drevs till att skämma bort sig själva och började vackla genom sin kärlek, så nu är de för alltid på avkrokar. Denna synd av vällust kan nu ses i ett ylande mörker och hjälplöst obehag.”

### Tredje kretsen - frosseri

#### Sång VI
I den tredje kretsen hamnar personer som inte kunde avstå från att äta för mycket under livet. Platsen beskrivs som en liten glänta i mörkret. När man dock går in i den förvandlas den genast till en öde och livlös slätt. Det är fruktansvärt kallt därinne och det är svårt att stå ut med den kraftiga vinden. Kölden gör att marken blir isig och den ständiga och vinden välter omkull de förlorade själarna. Folk hörs kvida och man ser personer på marken som lider av svält. Så länge de är där har de ingenting att äta. Detta är deras straff för att de inte kunde dela med sig av maten till andra som behövde den. Bakom galler finns det en enorm kammare full med sådana läckerheter som de inte smakat på hela sitt liv. När de dock närmar sig gallren lider de av svält ännu värre. Vid ingången till dödsriket där Hades regerar vaktar också den trehövdade hunden Kerberos. 

### Fjärde kretsen - girighet

#### Sång VII
I början av Canto VII blir Vergilius och Dante utsatta för ett hot där Plutos använder den kryptiska frasen Papé Satán, papé Satán aleppe, men Dante skyddas av Vergilius. De som straffas i den fjärde kretsen är de som har använt materiella ting i en mängd överstigande sitt behov. De straffade som finns här är de giriga (inkluderat många påvar, präster och kardinaler) som i överdrift samlade ägodelar, och som slösade dem. Samlarna och slösarna tornerar (går fram och tillbaka) genom att med kistor släpa tunga vikter. Dorothy L. Sayers skriver om denna synd "innehållande brist av kontroll, i relation till de två tidigare synderna. Att det själviska förbrukandet har blivit medveten om det ojämförliga och lika själviska utnyttjandet av andra människor."

### Femte kretsen - vrede
I den femte cirkeln slåss de aktivt vredgade ursinnigt i den slemmiga vattenytan i det gyttjiga, stinkande vattnet i floden Styx, medan de passivt vredgade ligger på bottnen där de varken kan glädjas åt gud, människor eller universum. På den smutsiga ytan av Styx träsk, skriver Dorothy Sayers, morrar och sliter de aktivt vredgade efter varandra, medan de trumpna hatarna på bottnen ligger gurglande och oförmögna att ens uttrycka sig själva på grund av raseriet som kväver dem. I egenskap av den sista cirkeln av rörande hämningslöshet, markerar denne femte cirkelns frustration slutet av det som började med en ljuv och romantisk flirt med passionen.

#### Sång VIII
Phlegyas transporterar motvilligt Dante och Vergilius över Styx med sin eka. På vägen möter de Filippo Argenti, från den berömda Adimarifamiljen. Lite är känt om Argenti, förutom att Giovanni Boccaccio beskriver en incident där Argenti tappar humöret. Tidiga källor påstår att Argentis bror tog en del av Dantes egendomar när han flytt från Florens. Just när Argenti lyckades ta Dantes ägodelar, grips han själv av de andra vredgade själarna.
När Dante svarar ”Jag är en gråtande och av sorg förbannad själ, må du länge bestå”, välsignar Vergilius honom med ord värdiga Kristus själv (Lukas 11:27). Detta bevisar bokstavligen att själarna i helvetet sitter fast i det tillstånd de har valt, men allegoriskt bevisar det Dantes begynnande medvetenhet om sin egen synd.

#### Inträdet i dis
På avstånd uppfattar Dante höga torn som liknar glödande röda moskéer. Vergilius informerar honom då om att de håller på att nå staden Dis. Staden, som är omgiven av Styx träsk, omfattar det lägre helvetet. Dis är ett av namnen på Pluton, den klassiska kungen av underjorden, förutom att vara namn på riket. Dis murar vaktas av fallna änglar. Vergilius är oförmögen att övertala dem att släppa in honom och Dante, och Dante hotas av erinyererna Alekto, Megära, Tisifone och Medusa.

#### Sång IX
En ängel sänd från himlen släpper in poeterna, rör vid porten med en stav och bestraffar alla som motsätter sig Dante. Detta visar allegoriskt att dikten börjar befatta sig med synder som filosofi och humanism inte fullt kan förstå. Vergilius nämner också för Dante hur Erichtho sände honom ner till den lägsta cirkeln av helvetet för att hämta tillbaka en själ därifrån.

### Sjätte kretsen - kätteri

#### Sång X
I den sjätte kretsen befann sig de som begått kätteri, även kallade heretiker. Det är de som avvikit från den katolska kyrkans lärosystem. Här finner Dante den grekiska filosofen och grundaren av epikurismen tillsammans med hans följeslagare, fängslade i brinnande gravar. Dante samtalar med de florentinska epikureiska följeslagarna Farinata Degli Uberti och Cavalcante de’ Cavalcanti. Farinata som var Ghibellinsk ledare och hade efter att ha vunnit slaget om Montaperti i september 1260 opponerat sig mot förslaget att förstöra Florens och hade efter sin död blivit förvisad till den sjätte kretsen för kätteri. Cavalcante de’ Cavalcanti var far till poeten Guido Cavalcanti som även var Dantes vän. Cavalcante de’ Cavalcanti var en epikureisk filosof och tros ha varit ateist likt sin son Guido. På en fråga angående ”profetian” Dante har mottagit, förklarar Farinata att kunskapen som själen har i helvetet om livet på jorden kommer från att den ser framtiden, inte från observationer gjorda i samtid och när ’’portalen av framtiden’’ har stängts, kommer det inte längre vara möjligt för den att veta någonting alls. Farinata berättar även att kejsaren Frederik II, beryktad att vara en epikureisk anhängare, och Ottaviano degli Ubaldini finns här, fängslade i gravarna. Ottaviano degli Ubaldini som Dante refererar till som il Cardinale.

#### Sång XI
Dante läser en inskription på en av gravarna som indikerar att den tillhör påven Anastasius II – fast idag finns det forskare som menar att Dante skrev fel i versen där han nämner Anastasius II och menar att han förväxlade honom med den bysantinska kejsaren Anastasios I. Före den branta nedförsbacken till den illaluktande sjunde kretsen, förklarar Vergilius geografin om rationaliseringen av det lägre helvetet, där synder som våld, bestialitet och bedrägeri bestraffas. I förklaringen hänvisar Vergilius till den nikomachiska etiken och Aristoteles fysik, med en medeltida tolkning. Vergilius hävdar att det bara finns två legitima källor till förmögenhet: naturliga resurser (naturen) och mänskligt arbete och aktiviteter (konst).
Vergilius utläser sedan tiden genom sin oförklarliga kännedom av stjärnornas positioner. Karlavagnen, Stora björnen, står nu nordväst över Caurus. Fiskarna börjar framträda över horisonten: det är stjärntecknet som föregår Väduren. I Canto I framgår det att solen är positionerad i väduren och eftersom de tolv stjärntecknen stiger i två timmars intervaller, måste klockan nu vara två timmar före 04:00, lördagen den 9 april.

### Sjunde kretsen - våld

#### Sång XII
Den sjunde kretsen är uppdelad i tre ringar och hyser människor som begått våld. Dante och Vergilius måste innan de kan ta sig in i den sjunde kretsen försöka kringgå Minotaurus som gnager på sitt kött. Vergilius försäkrar Minotaurus att Dante inte är deras fiende Theseus. Detta får Minotaurus att anfalla dem och de tvingas snabbt fly in i den sjunde kretsen.
Sång XII efterföljs av sångerna XII-XVII som vidare beskriver Dante och Vergilius upplevelser kopplade till våld.

### Åttonde kretsen - bedrägeri

#### Sång XVIII
Dante befinner sig nu i den åttonde cirkeln, som kallas Malebolge (”Onda diken”): den övre halvan av bedrägeri och illvillighet. Den åttonde cirkeln är som en stor tratt av sten formad som en amfiteater. Runt den finns det en serie av tio djupa, smala, koncentriska diken som kalas för bolge. I dessa diken blir de som är skyldiga till lätt bedrägeri straffade. Från foten av Den Stora klippan till Brunnen (som bildar ”trattens” hals) finns stora sporer av stenar, som paraplystänger, och de fungerar som broar över de tio dikena. Dorothy L. Sayers skriver att Malebolge är ”bilden av staden i korruption: den progressiva sönderdelningen av varje social relation, personlig och offentlig. Sexualitet, kyrklig och civilt kontor, språk, ägarskap, råd, auktoritet, psykiskt inflytande, och materiellt ömsesidigt beroende – alla medier av samhällets utbyten är perversa och förfalskad”.

### Nionde kretsen - förräderi

#### Sång XXXII
I slutet av brunnen hittar Dante en frusen sjö vid namn Cocytus, den nionde cirkeln av helvetet. Den frusna sjön är uppdelad i fyra olika ringar och människor fastnar i sjön i någon av ringarna beroende på det vilket förräderi de gjort i livet, om man har förrått sin familj, gäster, samhället eller sin regering eller kung. Detta är i kontrast med den populära bilden av Helvetet är eldigt, som John Ciardi skriver ’’ Förräderiet av dessa själar var i förnekelse av kärlek, som är gud, och all mänsklig värme. Eftersom de förnekade guds kärlek, ska de vara långt borta från hans värme och ljus, och när de förnekade sin kärlek till mänskligheten så är de bundna till denna evigt frusna is. Endast en obarmhärtig död där visar deras rätta natur’’. Detta är den sista delen av helvetet, som är reserverad för förrädare och edsförbrytare (den mest kända av dessa fångar är Judas Iskariot).

#### Sång XXXIII
Den gnagande syndaren berättar sin historia: Han är Ugolino della Gherardesca, och huvudet han gnager på tillhör ärkebiskopen Ruggieri. I ’’den mest patetiska och dramatiska resa genom helvetet’’ beskriver Ugolino hur han konspirerade sig med Ruggieri 1288 att avstå från hans brorson och ta kontroll över politiken i Pisa, men när Nino var borta så kände ärkebiskopen av politikens försvagande förgiftning och vände sig mot Ugolino och fängslade honom med sina barn och barnbarn i Torre dei gualandi i Mars 1289 och ärkebiskopen dömde fångarna till döden genom svält i fängelsetornet.